# Famille de La Roche (-en-Montagne)
Pour les articles homonymes, voir Familles de La Roche.
La famille de la Roche (-en-Montagne) est une famille noble de France-Comté.
Elle naît dans une petite communauté composée de quelques fermes réparties sur le flanc de la montagne (au lieu-dit la grotte du château de la Roche) ainsi qu'une partie des villages de Soulce-Cernay et de Chamesol.

## Histoire
Ancienne famille de la Franche-Montagne (région comprise entre les vallées du Doubs et du Dessoubre), parente avec les maisons de Glère (branche de la maison de Ferrette que ceux-ci qualifient de "noble et amez coisins Willames de Gliers, chevalier sire de Montjoie"), de Montjoie-le-Château (Guillaume Ier de Montjoie est l'oncle de Richard) et de Saint-Mauris-en-Montagne (Richard de Saint-Mauris épousait Adeline de Montjoie vers 1060 et Guillaume II de Montjoie cite Jean de la Roche comme son cousin), elle possède des terres dont Saint-Hippolyte en est la ville principale et la capitale de trois seigneuries : celle du comté de la Roche, celle de la ville de Saint-Hippolyte et celle de Maîche. La maison de la Roche tiendra seule ces territoires, l'ainé recevant le comté alors que les cadets se partageaient Maîche et Châtillon-sous-Maîche.
Relevant de la suzeraineté d'Amédée III de Montfaucon au début du XIIIe siècle, par héritage de son père Richard III, la seigneurie appartient au comtes de la Roche qui sont issus d'une branche cadette de celle de Montbéliard par le mariage d'Odon de la Roche avec Ermentrude de Montbéliard. Les comtes de la Roche élisent domicile non pas au château mais dans une vaste demeure à Saint-Hippolyte qui, après sa destruction deviendra plus tard le couvent des Ursulines, il en est de même pour leurs vassaux qui sont les familles de Laviron, de Perceval et de Frotey qui tous demeurent dans la ville. C'est aussi à Saint-Hippolyte qu'est gardé la "grande bannière du comté de la Roche" qui marchait en tête devant celle de la "Franche-Montagne".
Riche et puissante famille de la région ses membres participent à de nombreuses donations en faveur des monastères et des églises, ainsi avant 1177 ils fondent un prieuré à Méziré, deviennent gardiens de celui de Vaucluse où ils auront tous leur sépultures jusqu'au XIVe siècle, en 1319 ils participent à la fondation de la collégiale de Saint-Ursanne.
Henri de Villersexel, comte de la Roche, qui tenait les terres de Maîche, fait un partage entre ses beaux-frères, Jean de Ville et Gérard de Cusance, le 13 juillet 1386 ; c'est ainsi que les villages de Charquemont, Frambouhans, le Frioley, Blanchefontaine et une partie du château de Maîche furent attachés au comté de la Roche. Les hameaux des Bréseux, des Écorces et du Prelot échurent à Jean de Ville tandis que Gérard de Cusance eut Mancenans, Battenans et Orgeans. Cinq ans plus tard Henri de Villersexel augmente ses possessions avec les terres de Montandon, Saulcy, Vacheresse et Mouillevillers qui venaient de la portion de Jacques Ier de Longwy petit-fils d'Odon III de la Roche dit de Châtillon. Après la mort d'Henri vers 1408 son fils Humbert reprend de Conrad de Fribourg les seigneuries de Saint-Hippolyte et de Maîche.
Les XIVe siècle et XVe siècle furent difficiles pour la maison de la Roche. Jean de Ville qui combattait aux côtés de Thiébaud V de Neuchâtel-Bourgogne en 1354 est fait prisonnier par les hommes du seigneur de l'Isle-sur-le-Doubs. Plus tard ce sont plusieurs seigneurs de la Haute Alsace qui se livrent à des exactions sur les terres de la Roche et font prisonnier Henri de Sennecey en 1372. Après plus d'un siècle d'appartenance à la maison de Villersexel le comté de la Roche entre dans celle de La Palu(d)-Varambon par le mariage de Marguerite de La Petite-Pierre/de Lützelstein, nièce d'Humbert de Villersexel qui n'avait pas d'enfants, avec François de la Palud-Varambon.

## Généalogie de la maison de la Roche
Armes : cinq points d'or équipolés à quatre d'azur, timbrées et couronnées d'or.
Simon Ier de la Roche, comte de la Roche, fondateur avec ses frères Gui et Bernard de l'abbaye de Lieu-Croissant en 1133.
Mariage et succession :

Son épouse est inconnue, il a :
- Eudes qui suit,
- Simon II, comte de la Roche,
- Renaud.

Odon/Eudes/Odo/Othon Ier de la Roche, (? - 1181), comte de la Roche. Il fait partie de la suite de l'empereur Frédéric Barberousse à la Diète de Worms en 1179.
Mariage et succession :

Il épouse Ermentrude/Ermengard, (vers 1120 - vers 1171), fille de Thierry II de Montbéliard, de qui il a Guillaume et/ou Jean.

Odon/Eudes II de La Roche-en-Montagne, (? - 1263), comte de La Roche-en-Montagne, seigneur de Châtillon-sous-Maîche. Sa filiation est incertaine. Il est peut-être le fils de Guillaume de Dramelay et d'une fille "de La Roche" ou de Jean de la Roche ci-dessus. En 1225 il donne sa terre de Saint-Lieffroy, près de Clerval, à l'hospice du Saint-Esprit de Besançon pour y édifier un hôpital.
Mariage et succession :

Son épouse est inconnue, de qui il a :
- Guillaume[9], comte de La Roche-en-Montagne, seigneur de Châtillon-sous-Maîche,
- Hugues qui suit.

Hugues/Odon de La Roche-en-Montagne, (? - 7 octobre 1280), comte de la Roche, seigneur de Châtillon-sous-Maîche (et de Nolay ? ; Nolay entre plutôt dans la famille de La Roche par le mariage de Jean-Odon/Eudes avec Jeanne de Frôlois, ci-après).
Mariage et succession :

Il épouse Adeline de Belvoir, de qui à Jean qui suit.

Jean de la Roche-en-Montagne, (? - 1317), comte de la Roche, seigneur de Châtillon-sous-Maîche (et de Nolay), fondateur de Saint-Hippolyte. Le 5 avril 1312 il reprend en fief de Renaud de Bourgogne, comte de Montbéliard : "son châtel de la Roche et ville d'icelui lieu et les choses qui s'ensuivent, savoir : la Franche-Montagne, ensemble toutes les villes, les bois, fiefs et les autres appartenances, lesquelles villes sont Trévillers, Thiébouhans, Grand-Essert, Chaitel, Charmonvillers, Courtefontaine, Soulce, Montandon, Moillevillers".
Mariage et succession :

Il épouse Marguerite, ( ? - 16 juin 1356 Saint Hippolyte), fille de Thiébaud III de Neuchâtel-Bourgogne et de Jeanne-Agnès de Commercy, de qui il a :
- Richard qui suit,
- Jean-Odon/Eudes (III), (? - après le 23 octobre 1353), dit de Châtillon, seigneur de Châtillon-sous-Maîche et de Nolay : il épouse Jeanne, (? - 1342), sans doute dame de Nolay, fille de Jean Ier de Frolois et de N... de Berzé, (mort sans enfants ? Il semble cependant qu'ils aient eu une fille, Marguerite de La Roche, x 1° Guillaume de Thoire-Villars, fils d'Humbert V (d'où Marguerite de Thoire, femme vers 1340 du baron Guillaume II de Tournon), et x 2° Jacques Ier de Vienne, sire de Longwy (Postérité, et suite des sires de Longwy-sur-le-Doubs fondus dans les Bourgogne-Monta(i)gu) (ainsi que le présentent les généalogies de Thoire-Villars/de Tournon et de Longwy/de Montaigu, et le site GeneanetPierfit : Marguerite de La Roche-en-Montagne)
- Androin, (Châtillon en Bourgogne vers 1300 - Viterbe le 29 octobre 1363), cardinal
- Achillande/Alissande, elle épouse Vauthier de Vienne.

Richard de la Roche, (? - 24 mars 1329 Saint Hippolyte), comte de la Roche, seigneur de Châtillon-sous-Maîche.
Mariage et succession :

Il épouse Mahaut/Mathilde, (? - 1360), fille de Gauthier II de Montfaucon et de Mahaut de Chaussin, de qui il a :
- Jeanne, (? - 1375), comtesse de la Roche, dame de Saint-Hippolyte : elle épouse Aymon de Villersexel, (? - 10 septembre 1360), seigneur de Villersexel et de Clairvaux,
- Marguerite, (? - après 1372), dame de Châtillon-sous-Maîche et de Maîche : elle épouse en premières noces Humbert de Villersexel dit de Clairvaux, (? - 1345), seigneur de Clairvaux, frère cadet d'Aymon ci-dessus ; puis en secondes noces Jean de Senecey, seigneur de Traves, vers 1330.

Les Villersexel assureront la succession du comté de la Roche avec St-Hippolyte, et de Maîche, jusqu'à Gillette de (Faucogney)-Villersexel († 1440), petite-fille de Jeanne de La Roche et d'Aymon de Villersexel ci-dessus, et dont la propre petite-fille Marguerite de La Petite-Pierre épouse en 1432 François de La Palu-Varambon (d'où la suite des seigneuries qu'on vient d'évoquer).